# 劉如蘋
劉如蘋為台灣女性配音員。

## 配音作品
- 主要角色名稱以粗體顯示。
- 以下皆為國語配音。

### 日本動畫
| 播映年份 | 作品名稱                                     | 配演角色 | 首播平台              | 備註          |
| -------- | -------------------------------------------- | --- | --------------------- | ------------- |
| 年份不明 | 學園愛麗絲                                   | 乃木流架 正田堇 | MOMO親子台            |               |
| 年份不明 | 星之卡比                                     | 小雞 拉拉 | 迪士尼頻道            |               |
| 2004     | 魔法咪路咪路                                 | 日高安純 貓熊達 亞美 卡賓 風精靈小威 芭拉路 小麥 亮亮 菲菲 貼貼 香檳 小曆 阿迪奈 卡巴巴 迪佳 瑪琳 懮西吉 安璐瑪 悠林           | 卡通頻道              |               |
| 2004     | 神鵰俠侶                                     | 黃蓉 裘千尺 | 華視 東森電影台       |               |
| 2005     | 我們這一家                                   | 田太太 | 東森綜合台            |               |
| 2005     | 仙境傳說                                     | 瑪亞 茱蒂葉 | 台視                  |               |
| 2006     | 光之美少女 第一季                            | 美波 維吉尼 美墨亮太 | 東森幼幼台            |               |
| 2006     | 舞-HiME                                      | 藤乃靜留 美袋命 宗像詩帆 原田千繪 鷺澤陽子                                                                                     | 衛視中文台            |               |
| 2006     | 不可思議星球的雙胞胎公主                     | 夏恩特（艾克力帕斯） 阿爾泰莎 迪奧 露露                                                                                        | 東森幼幼台            |               |
| 2007     | 機動新撰組                                   | 早乙女美姬 浦澤千 | 緯來綜合台            |               |
| 2007     | 神奇寶貝鑽石&珍珠                            | 小望 健吾 烏拉拉 | 中視 東森幼幼台       |               |
| 2007     | 飛輪少年                                     | 中山彌生 | Animax                |               |
| 2007     | 舞-乙HiME                                    | 妮娜·王 | 衛視中文台            |               |
| 2008     | 飛天小女警Z                                  | 小阿度洛 巴巴 小丈 橡皮怪 坂本                                                                                                 | 卡通頻道              |               |
| 2009     | 機動戰士鋼彈 00                              | 皇·李·諾瑞加 菲特 王留美 希琳 露意絲·哈利維 哈囉（紫、紅） 阿雷路亞（幼年） 里凡穆 希林格 琳達                                 | 中視                  |               |
| 2009     | 犬夜叉完結篇                                 | 日暮草太 | Animax                |               |
| 2009     | 光速大冒險PIPOPA                             | 小霹 北山康介 沙也佳·艾蓮柯娃 久瀨拓海 布丁丁 雪谷月乃 真知子                                                                  | 東森幼幼台            |               |
| 2011     | 新哆啦A夢                                    | 野比大雄 胖虎之母 | 華視                  | 前52集        |
| 2011     | 虎與龍                                       | 川島亞美 戀窪百合 香椎奈奈子 狩野堇                                                                                            | Animax                |               |
| 2011     | 美少女戰士                                   | 水野亞美 愛野美奈子 土萌螢 小小 黛安娜 大阪奈留 月野進悟 西村麗香 貝爾琪 尤吉兒 蜜斯托瑞絲奈 妮赫蕾妮亞 吉恩 水手鐵鼠 水手錫貓 | MOMO親子台            | [ 2 ]         |
| 2011     | 神奇寶貝超級願望                             | 小椿 | 東森幼幼台            |               |
| 2011     | 惡魔奶爸                                     | 焰王 伊莎貝拉 | 台視                  |               |
| 2012     | 爆漫王。                                     | 北見莉莉佳 鄉田多可實 田中美菅                                                                                                 | 衛視電影台            |               |
| 2012     | 獵人（新版）                                 | 奇犽·揍敵客 奶奶 快問快答婆婆 磊露特 彭絲 瑪奇 旋律 俠客 依妲 龐姆 殺殘                                                        | 台視                  |               |
| 2012     | 美食獵人TORIKO                               | 小松 鈴 諾諾 佛洛塞 | 台視                  |               |
| 2013     | 中二病也想談戀愛！                           | 五月七日茴香 九十九七瀨 | Animax                |               |
| 2013     | ONE PIECE 航海王 （Z的野心篇～龐克哈薩特篇） | 莉莉·安斯特馬克 希多 薩波（少年，ep.737-738）                                                                                  | 台視                  |               |
| 2014     | 神奇寶貝XY                                   | 希特隆 咚咚鼠 洛托姆 薩琪 愛兒 米茹菲 帕琦拉 克蕾兒 艾菈                                                                       | 東森幼幼台 MOMO親子台 |               |
| 2014     | Free!                                        | 松岡凜（小學） 鴫野貴澄（小學） 七瀨的母親 橘的母親 橘蘭                                                                       | 八大綜合台            | [ 3 ]         |
| 2014     | 變態王子與不笑貓                             | 筒隱月子 莫莉 | Animax                |               |
| 2014     | 偶像學園                                     | 紫吹蘭（ep. 1） 有栖川乙女 北大路櫻 音城星羅 星宮羅一 光石織姬 月影穗乃香 近藤真子 三輪光 冰室朝美 新城繪麻 三森茜             | 東森幼幼台            | 前兩季        |
| 2016     | LoveLive!                                    | 矢澤日香 優木杏樹 絢瀨亞里沙 真姬的母親 山田博子                                                                               | MY KIDS TV 中視       |               |
| 2017     | 精靈寶可夢 太陽&月亮                         | 瑪奧 穿著熊 麗姿 露莎米奈 諾雅                                                                                                 | MOMO親子台            |               |
| 2017     | 偶像學園STARS！                              | 七倉小春 白鳥姬 白銀莉莉 艾爾莎·福特                                                                                           | MOMO親子台            |               |
| 2017     | DAYS                                         | | 衛視中文台            |               |
| 2019     | 偶像學園Friends！                            | 湊美緒 明日香未來 白百合輝夜 友希寧音 紫面道乃亞 彩羽 新海玲娜                                                                 | MOMO親子台            |               |
| 2020     | 元氣魔法♥光之美少女                          | 風鈴亞莎/大地天使 拿鐵 達瑞沉 平光明 益子道男 澤泉奈央 凱達利 花的元素精靈 高美翼 長良澄子 莉娜 杉崎史 日下織江                | 東森幼幼台            |               |
| 2020     | 入間同學入魔了                               | 鈴木入間 德莎 春乃 摩拉庫斯・莫莫諾姬 瓦拉克母親 克羅凱爾母親 小凪 小夜                                                        | 東森電影台            |               |
| 2020     | 寶可夢 旅途                                  | 來電汪 菊菜 蒼太 火箭隊的手機洛托姆                                                                                            | MOMO親子台            |               |
| 2021     | 偶像學園 on Parade！                         | 湊美緒 七倉小春 | MOMO親子台            |               |
| 2021     | 忍者亂太郎                                   | 福富新兵衛 小雪 平瀧夜叉丸 富松作兵衛 食堂歐巴桑                                                                               | 中華電信              | 第24季ep.43起 |
| 2022     | 美味Party 光之美少女                         | 雅鐸／菓彩甘寧／甜點天使 和實秋穗 旁白 高田理紗 和實世音／結的祖母 本間友惠                                                    | 東森幼幼台            |               |
| 2025     | 寶可夢                                       | 妙蛙種子 比比鳥 角金魚 超音蝠 五郎 七子 櫻花 菖蒲 優藤聖代                                                                     | 寶可夢官方YT頻道      | 重配版        |

- 《鋼之鍊金術師BROTHERHOOD》：帕妮孃
- 《塔麻可吉》：麻每吉、八卦吉、伊摩吉、甜心機(第50集起)、紅太空吉(第50-52集)、吱吱吉(第51集)、美眉麻每吉(第52集)、棉花(棉花吉頭上的東西)、啦啦球吉、閃亮亮吉
- 《蠟筆小新》：小山真冴、高倉夫人
- 《戰鬥陀螺 鋼鐵奇兵 ZERO G》：海原艾特、恩索·葛雷西
- 《Battle Spirits Brave（少年勇者）》：普莉姆·瑪奇那、史黛拉
- 《光之美少女 美樂天使》：賽蓮/黑川艾蓮/節拍天使、朵利、多多利
- 《激戰！彈珠人eS》：加歐絲、稻葉夏實
- 《青之驅魔師》：奧村燐 (幼年)
- 《魔法可比（日语：はっぴーカッピ）》：可比、木下棗、持田杏
- 《足球小將翼 ROAD TO 2002》：日向小次郎（幼年）、浦邊反次、大空奈津子、卡爾羅斯·山達拿（少年）、品特※GTV綜合台版本
- 《Battle Spirits 霸王》：陽昇創、巽花夜

### 歐美動畫
- 《海綿寶寶》：凱倫、海綿寶寶之母、螃蟹老媽、神奇海螺
- 《機械戰士REX》：閃靈女
- 《魔法俏佳人》：妙莎、黑姬
- 《Q版大英雄》：百變龍、紅巫女
- 《彩虹小馬》：紫悅、莫德、史密夫婆婆、可菈、月亮公主/噩夢之月、妞妞、小馬村村長、莎菲爾秀兒/藍寶雪兒、爆火、杯子蛋糕、甜心貝兒、樹抱抱、天馬無畏/A.K.葉琳(第六季起)、佳比艾拉/佳佳、可欣
- 《鋼鐵人（2009）》：惠妮
- 《新飛天小女警》：多金公主
- 《呆萌特務》：母雞們
- 《新原子小金剛》：烏蘭

### 特攝片
- 《假面騎士Kabuto》：日下部日和、間宮麗奈
- 《獸電戰隊強龍者 VS Go Busters 恐龍大決戰！ 再見永遠的朋友啊》：艾美結月
- 《烈車戰隊特急者 THE MOVIE 銀河路線SOS》：夏目美緒、暗黑夫人
- 《假面騎士 平成世代 巔峰決戰 BUILD&EX-AID with 傳說騎士》：石動美空、西馬彌兒
- 《假面騎士ZI-O》：月讀、歐拉、泉比奈
- 《劇場版 假面騎士ZI-O Over Quartzer》：月讀
- 《快盜戰隊魯邦連者VS警察戰隊巡邏連者 en film》：明神司紗、葛修・露・梅鐸
- 《假面騎士令和The First Generation》：月讀、菲妮絲
- 《假面騎士Ghost》：深海誠(童年)、卑彌呼眼魂、亞理希亞、芙蕾雅
- 《假面騎士Drive》：澤神凜奈、Medic、七尾莉蘿
- 《假面騎士ZERO-ONE》：亡
- 《假面騎士聖刃 + 機界戰隊全開者 超級英雄戰記》：須藤芽依、蘇菲亞、小赤、小谷明子
- 《假面騎士REVICE》：五十嵐幸實、亞琪蕾拉、拉布科芙
- 《假面騎士GEATS》：鞍馬禰音、八木沼雪繪、JGP旁白
- 《超人力霸王梅比斯》：天谷木之美

### 韓劇
- 《大老婆的反擊》：崔賢實
- 《他們的世界》：金敏熙
- 《愛你千萬次》：吳蘭婷
- 《歡樂滿屋2：短腿的反擊》：安秀晶、朴智宣
- 《我的女友是九尾狐》：殷惠仁
- 《惡作劇之吻》：白恩祖、鄭珠莉
- 《擁抱太陽的月亮》：尹寶鏡（童年）
- 《搖滾吧！花美男》：志赫的母親
- 《醜小鴨大進擊》：申素映
- 《她的神話》：金美妍、具小英
- 《未生》：張克萊母
- 《只想為你》：鳳敏珠、秀智
- 《製作人的那些事》：朴鳳淑、孫芷然、泰浩的女兒、Yuna(宥娜)
- 《奶酪陷阱》：孫敏秀、李多英
- 《記憶》：奉善花
- 《名不虛傳》：吳荷拉

### 日本動畫電影
| 播映年份 | 作品名稱                                                  | 配演角色                                                                               | 備註  |
| -------- | --------------------------------------------------------- | -------------------------------------------------------------------------------------- | ----- |
| 2006     | 神奇寶貝劇場版：雪拉比 穿梭時空的相遇                     | 大木雪成 美久                                                                          |       |
| 2009     | 大雄與綠之巨人傳                                          | 野比大雄                                                                               |       |
| 2011     | 塔麻可吉 宇宙第一的快樂物語!?                             | 麻每吉                                                                                 |       |
| 2011     | 神奇寶貝劇場版：比克提尼與黑英雄 捷克羅姆/白英雄 雷希拉姆 | 卡莉塔 奧德                                                                            |       |
| 2012     | 大雄與奇蹟之島                                            | 野比大助（少年）                                                                       |       |
| 2012     | 狼的孩子雨和雪                                            | 草平                                                                                   |       |
| 2013     | Heartcatch 光之美少女！電影版花之都時尚大作戰             | 奧利維                                                                                 |       |
| 2013     | 海賊王劇場版 Z                                            | 艾茵 克里 Z（少年）                                                                    |       |
| 2013     | 光之美少女 All Stars DX3 傳達到未來！連結世界☆彩虹之花！  | 美墨渚/黑天使 米露/美美野來未/紫天使 伊絲/東剎那/百香果天使/幸運精靈 明堂院樹/陽光天使 |       |
| 2014     | 新·大雄的大魔境                                           | 扁扁/肯達克王子 出木杉英才                                                             |       |
| 2014     | 七龍珠Z 神與神                                            | 特南克斯 克林 比拉夫                                                                   |       |
| 2014     | 神奇寶貝劇場版：破坏之茧与蒂安希                          | 希特隆 咚咚鼠                                                                          |       |
| 2014     | 青之驅魔師劇場版                                          | 兔麻呂                                                                                 |       |
| 2015     | 大雄之宇宙英雄記                                          | 漢堡導演                                                                               |       |
| 2015     | 七龍珠Z 復活的「F」                                       | 克林 比拉夫                                                                            |       |
| 2015     | 神奇寶貝劇場版：光輪的超魔神 胡帕                         | 希特隆 咚咚鼠                                                                          |       |
| 2016     | LoveLive! 學園偶像電影                                    | 矢澤日香 優木杏樹 絢瀨亞里沙 真姬的母親                                                |       |
| 2016     | 神奇寶貝劇場版：波爾凱尼恩與機關人偶瑪機雅娜              | 希特隆 咚咚鼠                                                                          |       |
| 2017     | 黑貓魯道夫                                                | 魯道夫                                                                                 |       |
| 2017     | Free!劇場版：High Speed!                                  | 松岡凜 龍崎怜（小學） 桐嶋夏也（小學） 七瀨的母親 橘的母親 椎名的姐姐 橘蘭             |       |
| 2018     | 影子籃球員電影版：LAST GAME                               | 相田里子 桃井五月 亞莉克斯·賈西亞                                                      | [ 4 ] |
| 2018     | 劇場版 無敵鐵金剛 / INFINITY                              | 弓莎也佳                                                                               |       |
| 2018     | 劇場版 精靈寶可夢 我們的故事                              | 翡翠 利酷                                                                              |       |
| 2023     | 名偵探柯南：黑鐵的魚影                                    | 直美·阿爾真特                                                                          |       |
| 2024     | 光之美少女 All Stars F                                    | 風鈴亞莎／大地天使 菓彩甘寧／甜點天使 藥師寺紗綾／聖潔天使 拿鐵 宇佐美一花／奶油天使   |       |

### 歐美動畫電影
| 播映年份 | 作品名稱                 | 配演角色     | 備註 |
| -------- | ------------------------ | ------------ | ---- |
| 2014     | 彩虹小馬：魔法公主       | 紫悅         |      |
| 2015     | 彩虹小馬：彩虹搖滾       | 紫悅         |      |
| 2016     | 彩虹小馬：友誼競賽       | 紫悅（人類） |      |
| 2016     | 送子鳥                   | 莎拉·蓋德納  |      |
| 2017     | 彩虹小馬大電影           | 紫悅         |      |
| 2018     | 彩虹小馬之森林的魔法秘密 | 紫悅（人類） |      |
| 2018     | 比得兔                   | 小白         |      |

### 韓國電影
- 《光海，成为王的男人》：廢妃柳氏

### 中國大陆遊戲
- 《未定事件簿》：穆子悠、書店店員、店長、小男孩、子爵玩家

### 日本遊戲
| 年份 | 遊戲名稱     | 配演角色     | 備註     |
| ---- | ------------ | ------------ | -------- |
| 2020 | 寶可夢Ga-Olé | 機台招式音效 | 效果絕佳 |

### 韓國遊戲
- 薑餅人王國：黃金起司餅乾